# Stockheim (Unterfranken)
Stockheim (Unterfranken) este o comună din landul Bavaria, Germania.